# Lutte Nguni
La lutte Nguni est une lutte traditionnelle sud-africaine pratiquée par les ethnies Nguni.
Dans cet art, les combattants sont armés de deux longs bâtons, l'un servant à attaquer, l'autre à se défendre. Ce genre de combat est l'occasion pour les hommes de se forger courage et habileté, de se distinguer en tant que guerriers et de gagner le respect de la communauté. La force et l'agilité sont importantes pour gagner un tournoi ou un combat.
Chaque combattant est armé de deux longs bâtons, dont l'un est utilisé pour la défense et l'autre pour l'attaque. Les armures sont peu utilisées.
Bien que les styles de combat Nguni/Xhosa n'utilisent que deux bâtons, des variantes du combat à l'aide de bâtons Bantu/Nguni dans toute l'Afrique australe incorporent des boucliers dans l'armement du combat à l'aide de bâtons. Le combat au bâton zoulou utilise un isikhwili ou bâton d'attaque, un ubhoko ou bâton de défense et un ihawu ou bouclier de défense.
L'objectif est que deux guerriers s'affrontent pour déterminer lequel d'entre eux est le plus fort ou le "Bull" (Inkunzi). À l'époque moderne, ce combat se déroule généralement dans le cadre de la cérémonie de mariage, au cours de laquelle les guerriers de la famille et de la région de l'époux accueillent les guerriers de la famille et de la région de l'épouse afin qu'ils se rencontrent pour "faire connaissance" ; d'autres groupes de guerriers peuvent également être invités à se joindre à eux. Pour ce faire, les guerriers s'engagent dans des combats entre eux. Un "induna" ou capitaine de guerre / arbitre de chaque groupe de guerriers surveille son équipe et maintient l'ordre entre les combattants.
Cette tradition s'est vraisemblablement développée dans les sociétés, les cultures et les civilisations qui utilisaient l'élevage dans le cadre de leurs systèmes de survie ; là où il y a des vaches, il y a des combattants. Les anciennes structures régimentaires du grand uShaka KaSenzangakhona KaJama dominent les combats de bâtons zoulous modernes.
Le cinéaste SiyaBonga Makhathini a réalisé le film "We Still are Warriors" (Nous sommes toujours des guerriers) qui capture l'essence du combattant zoulou moderne, descendant des rois d'autrefois. 
Nelson Mandela a pratiqué cet art martial dans son enfance.